# Pachodynerus gianellii
Pachodynerus gianellii är en stekelart som beskrevs av Giovanni Gribodo 1891.
Pachodynerus gianellii ingår i släktet Pachodynerus och familjen Eumenidae. Inga underarter finns listade i Catalogue of Life.